# (6349) Acapulco
(6349) Acapulco es un asteroide perteneciente al cinturón de asteroides, región del sistema solar que se encuentra entre las órbitas de Marte y Júpiter.
Fue descubierto el 8 de febrero de 1995 por Masahiro Koishikawa desde  la estación Ayashi del Observatorio Astronómico de Sendai en la región de Tōhoku en Japón.

## Designación y nombre
Designado provisionalmente como 1995 CN1, fue nombrado así por la ciudad mexicana de Acapulco.

## Características orbitales
Acapulco está situado a una distancia media del Sol de 2,666 ua, pudiendo alejarse hasta 3,035 ua y acercarse hasta 2,297 ua. Su excentricidad es 0,138 y la inclinación orbital 10,787 grados. Emplea 1589,88 días en completar una órbita alrededor del Sol.
Pertenece a la familia de asteroides de (145) Adeona.

## Características físicas
La magnitud absoluta de Acapulco es 12,55. Tiene 20,429 km de diámetro y su albedo se estima en 0,045.